# 頹飯
頹飯是在2000年代初期流行於香港各所大學的學生之間的術語，成為香港大專院校文化的一部分。頹飯泛指在各大學飯堂售賣的簡單便宜飯食。香港中文大學逸夫書院學生飯堂更於餐牌中採用頹飯（英語：Cursory Rice）一詞。由於這些飯食早年大多定價為港幣10元（粵語稱「十蚊」或「十蚊雞」），故此另有稱「十仔」或「十蚊飯」，但由於通貨膨脹，近期飯已經漲到25至45港元不等。

## 概要
頹飯配料的選擇通常較其他飯餐少，用料往往粗糙欠特色，烹調方法簡單，最大目的僅是填飽肚子，省錢為上，加上無骨多汁，非常適合快速送進口中，後來更衍生出「頹粉」和「頹麵」等詞。
一些餐廳的頹飯餐單幾乎每天都是一樣的。因為要壓低成本，所以都選用廉價的食材製作，頹飯的例子有餐肉煎蛋飯、餐肉火腿飯等，再配上番茄汁、洋蔥汁或黑椒汁。另外，因為用切粒的餐肉，加上雞蛋及蔥粒，甚至用剩的鎹頭鎹尾，已經可做出一大鍋炒飯，因此變種版的揚州炒飯亦常在頹飯的餐單之中，但這種揚州炒飯始終有成本考慮，所以欠缺叉燒及蝦仁。縱然很多頹飯都包括肉類，惟以加工肉類為主，如香腸及午餐肉，或者上一餐賣剩的魚蛋，這些經過調味的加工肉食，在味道方面通常不至太差，但談不上是健康的食物。吃頹飯起碼可以有一份飽餐，味道難談得上好吃，售價卻壓倒性地比其他食品低廉，所以成為經濟水平較低的學生必然之選。
「頹」本為「頹廢」之略，在香港云云各所大學中有著「得過且過」、「沒有動力」的意思。近年「頹飯」和與「頹」有關的衍生詞彙都在年輕人社群中得到廣泛流傳，現今香港部分年輕一族會以「頹」、「吃頹飯」等來形容某人過着得過且過的頹廢生活。

## 外部連結
- . 東方日報. 2009-07-07  [2012-08-12]. （原始内容存档于2010-07-01）.